# Adewale Akinnuoye-Agbaje
Adewale Akinnuoye-Agbaje (født 22. august 1967) er en engelsk skuespiller, advokat og tidligere tøjmodel. 

## Biografi

### Tidligere liv
Akinnuoye-Agbaje var født i Islington bagved brandstationen på Upper Street. Hans forældre er fra Nigeria, men flyttede til London hvor han blev født. Han har fire søstre og kan flydende engelsk, italiensk, yorùbá og Swahili. Han blev uddannet som advokat på King's College London. Hans navn betyder: Ade- Kronen, wale- kommer hjem, Akin- Kriger, nuoye- høvding, Agbaje- Velstand og rigdom.

### Karriere
Akinnuoye-Agbaje var først på kamera i Dawn Penns musikvideo for hendes 1994'er hit "No, No, No (You Don't Love me)". Omkring den samme periode, var han også med i en video for Pet Shop Boys hitsang "Jealousy" hvor han var en del af en gruppe skælmske voksne. 
Han er også kendt for den kriminelle Simon Adebisi i HBOs fængselsserie Oz, og Mr. Eko i ABCs overlevelsesserie Lost. Han har været med i adskillige film siden han startede sin karriere i 1994, hvor han er dukket op i mange hitfilm som The Bourne Identity hvor han spillede en afrikansk diktator. Han har også sagt, at han vil instruere en film om hans liv.

### Personlige liv
Akinnuoye-Agbaje er buddist og Arsenal F.C.-fan. 
Den 2. september 2006, blev han arresteret i Honolulu på Hawaii for at være ulydig over for en betjent og for at reperere et motorkøretøj uden licens. Han blev løsladt efter seks timer i arresten. Kautionen kostede 2850 kr.. 26. september 2006 var han renset for alle anklager da han tog en licens i at reperere et motorkøretøj.
Dem, som havde svært ved at udtale hans navn, kalder ham 'Triple A', hans familie kalder ham 'Wálé' og i skolen kaldte de ham 'Wally Badger'.
Han sagde, han bruger hele dagen på at leve sig ind i rollen som Mr. Eko.
| Citat | Den eneste måde jeg kan levere (på optagelserne) er at fokusere; nogle kan tænde og slukke for den - jeg vil hellere blive i karakteren. Jeg var ikke social. Jeg vil starte to timer før jeg skulle møde på optagelserne og jeg vil ikke sige ét ord jeg ikke behøver, kun dem jeg skal sige, det er bare den måde jeg får intensitet over min karakter. | Citat |
|       | |       |

Akinnuoye-Agbaje spurgte om han kunne blevet skrevet ud af Lost, han havde et ønske at vende tilbage til London hvor hans forældre lige var døde.

## Filmografi
- Delta of Venus (1995) – Clairvoyanten
- Congo (1995) – Kahega
- Ace Venture: When Nature Calls (1995) – Hitu
- Legionnaire (1998) – Luther
- Mumien vender tilbage (2001) – Lock-Nah
- Lip Service (2001) – Sebastion
- The Bourne Identity (2002) – Wombosi
- Unstoppable (2004) – Junod
- Spices of Love (2005) – Kwesi
- On the One (2005) – Bull Sharky
- Get Rich or Die Tryin' (2005) – Majestic
- G.I. Joe: The Rise of Cobra (2009) – Heavy Duty
- Suicide Squad (2016) – Waylon Jones / Killer Croc

### Tv-serier
- Red Shoe Diarias, afsnit 32 (1994) – Elev
- New York Undercover, afsnit 25 (1995) – Cliff Ramsey
- Cracker, afsnit 3 (1997) – John Doe
- Linc's (1998) – Winston Iwelu
- Oz – afsnit 1-32 (1997-2000)
- Lost, afsnit 26-34, 36-37, 39, 42-43, 45-47, 50, 52 (2005-2006) – Mr. Eko